# Micrargus alpinus
Micrargus alpinus là một loài nhện trong họ Linyphiidae.
Loài này thuộc chi Micrargus. Micrargus alpinus được miêu tả năm 1997 bởi Relys & Weiss.